# Tonneau-Windschutzscheibe

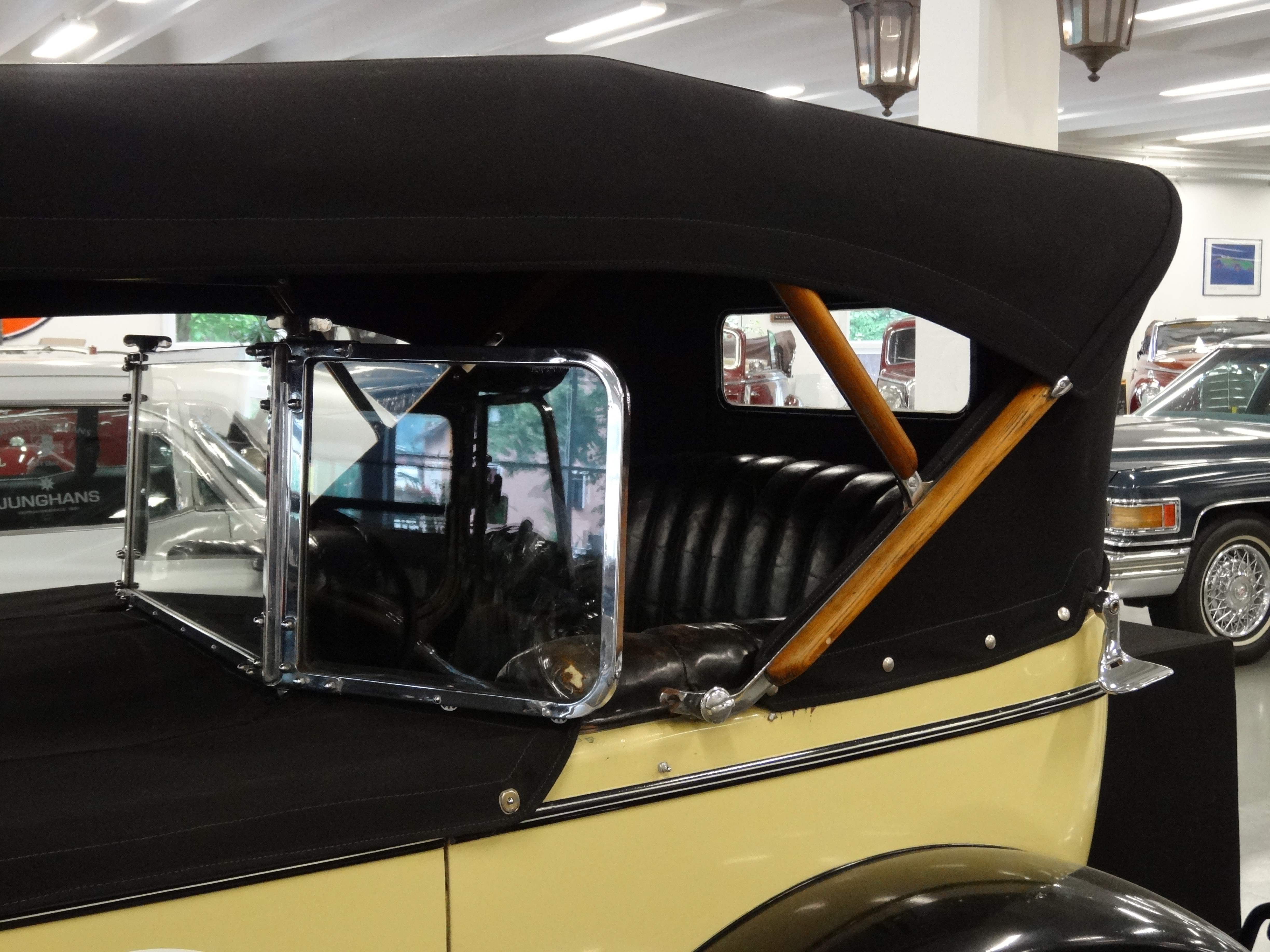
Frühe Form einer Tonneau-Windschutzscheibe mit „Wind wings“ an einem Duesenberg Modell A Phaeton mit Rubay-Karosserie (1923)

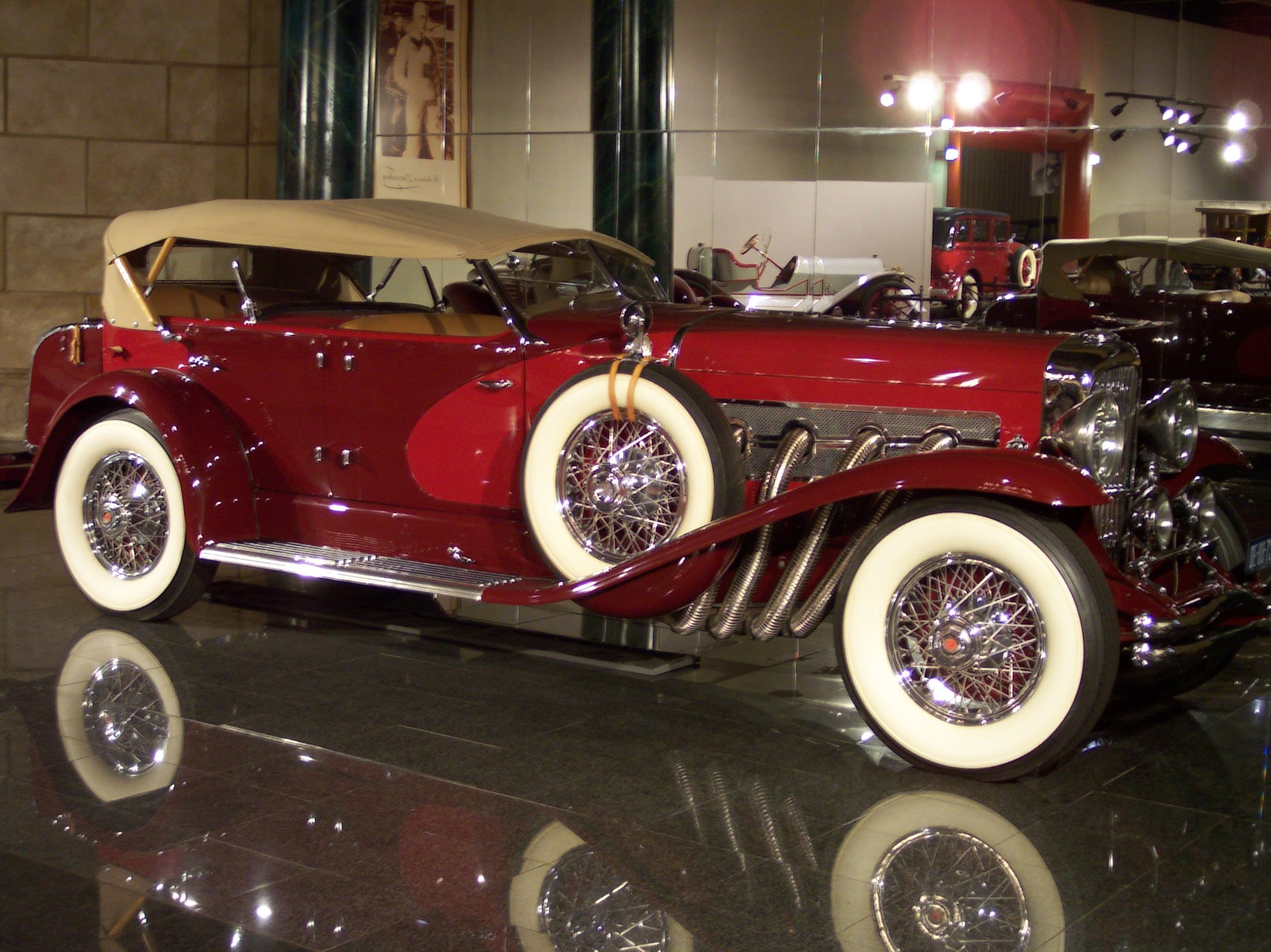
Duesenberg Modell J supercharged als Dual Cowl Phaeton von Walker-La Grande (1935) mit Tonneau-Windschutzscheibe

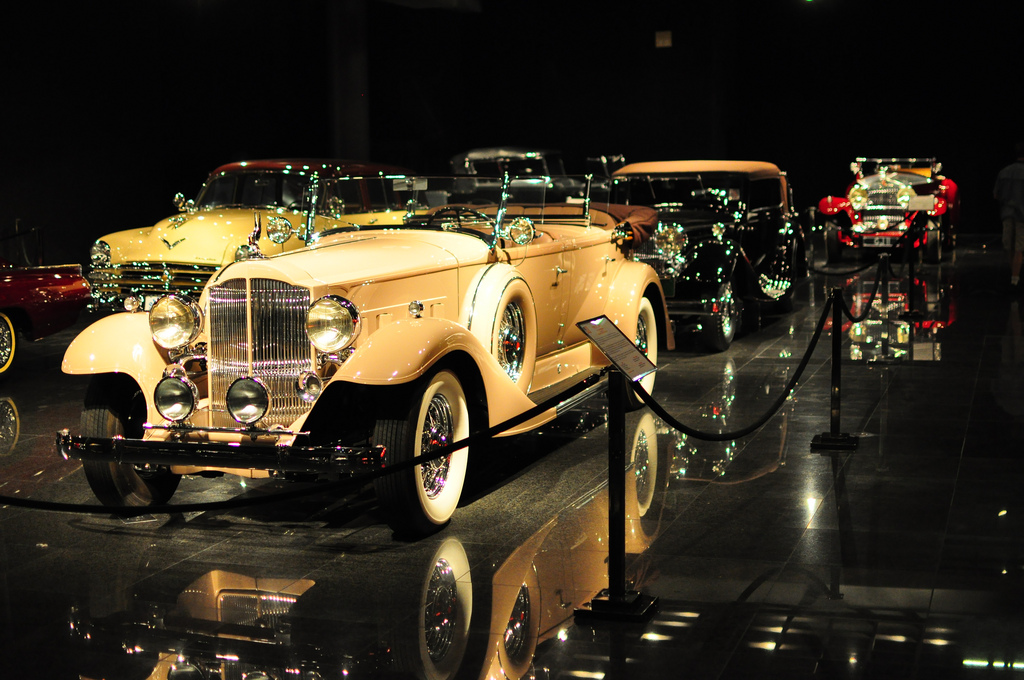
Packard Modell 1005 (10. Serie) Individual Custom Twelve Sport Phaeton von Dietrich (1933)

Die Tonneau-Windschutzscheibe ist eine im Fond (früher: „Tonneau“ genannt) offener Automobile angebrachte, zweite Windschutzscheibe zum Schutz der hinteren Passagiere vor dem Fahrtwind. 

## Etymologie
Das Wort Tonneau kommt aus dem Französischen und bedeutet „Fass“ oder „Behälter“, außerdem ist es ein ehemaliges Maß.
Im Karosseriebau ist ein Tonneau sowohl ein abnehmbares, offenes Passagierabteil wie auch die alte Bezeichnung des hinteren Teils des Fahrgastraums und ein Karosserietyp.

## Funktion
Die  Tonneau-Windschutzscheibe kam in den 1910er Jahren auf, als die Automobile größer und schneller wurden. Tourings und Phaetons waren die am bei weitem verbreitetste Karosserieform. Ihr Nachteil war der ungenügende Schutz vor dem Wetter und dem Fahrtwind. Zunächst wird die Scheibe in einem Gestell mit zwei Beinen angebracht, welches seinerseits unmittelbar hinter der Rückenlehne des Vordersitzes am Fahrzeugboden befestigt und zusätzlich an der Rückenlehne des Vordersitzes fixiert ist. Über ein Gestänge lässt sich der Scheibenrahmen horizontal verstellen, um den optimalen Abstand zwischen Scheibe und Passagier zu finden und den Einstieg zu erleichtern. Außerdem lässt sich die Scheibe in der Regel zumindest umklappen oder komplett in den Fußraum schieben, sodass sie bei Nichtgebrauch nicht dem Luftstrom ausgesetzt ist. Die Scheibe selber ist meist aus geradem Sicherheitsglas, oft wird sie durch das Anbringen von „Wind wings“ dreiteilig. Dies sind kleine Zusatzscheiben als Windabweiser; es gibt sie in zahlreichen Ausführungen auch für vorn.

## Varianten
- einteilig
- dreiteilig mit verstellbaren „Wind wings“
- auf zwei Metallbeinen stehend und an der Rückenlehne des Vordersitzes befestigt; schieb- und einziehbar (Abbildung und wie oben beschrieben)
- auf dem hinteren Torpedoblech und umklappbar („Dual Cowl“)
- versenkbar zwischen der Rückenlehne des Vordersitzes und dem hinteren Torpedoblech (analog der Trennscheibe in Chauffeur-Limousinen)

Die meisten Versionen sind nachrüstbar, für die zuletzt genannte ist dies allerdings aufwendig. Einige Tonneau-Windschutzscheiben für hochwertige klassische Automobile wie etwa Duesenberg, Pierce-Arrow oder Packard werden in Kleinserien nachgefertigt.

## Anwendung
- Touring
- Phaeton
- Cabriolet, 4-türig

Die jüngste bekannte Anwendung ist eine im Zubehörhandel angebotene Scheibe zur Nachrüstung des Lincoln Continental Convertible (1961–1969) und in Nachbauten klassischer Automobile wie dem Duesenberg III.